# Pascal Morin
 (mars 2012).
Si vous disposez d'ouvrages ou d'articles de référence ou si vous connaissez des sites web de qualité traitant du thème abordé ici, merci de compléter l'article en donnant les références utiles à sa vérifiabilité et en les liant à la section « Notes et références ».
Pour les articles homonymes, voir Morin.
Pascal Morin, né à Nyons en 1969, est un écrivain français.

## Biographie
Ancien élève de l'École normale supérieure de Fontenay-Saint-Cloud et agrégé de lettres, Pascal Morin enseigne le français et la philosophie en Classes préparatoires aux grandes écoles, à Paris.

## Œuvres
- L'Eau du bain / broché : Le Rouergue, 2004 / poche : Babel 2005
- Les Amants américains / broché : Le Rouergue, 2005 / poche : Babel 2006
- Bon vent / broché : Le Rouergue, 2006 / poche : Babel 2008
- Biographie de Pavel Munch / broché : Le Rouergue, 2009
- Comment trouver l'amour à 50 ans quand on est parisienne (et autres questions capitales) /broché : Le Rouergue 2013 / poche : Babel 2015
- Une Mer d'huile : Le Rouergue, 2017

## Distinctions
- Prix Lettres Frontières, 2005